# Eugnesia solidata
Eugnesia solidata är en fjärilsart som beskrevs av W. Warren 1907. Eugnesia solidata ingår i släktet Eugnesia och familjen mätare. Inga underarter finns listade i Catalogue of Life.